# Transit Tanger
|  | Denne artikel er oprettet af botten PalnaBot ud fra en ekstern database. Den kan derfor have sproglige fejl eller mangler. Denne skabelon kan fjernes efter kontrol af indholdet. |

Transit Tanger er en film fra 2004 instrueret af Heidi Tüchsen og Georg Götmark.

## Handling
Beskrivelse: I Marokko stirrer folk ud over Middelhavet for at få et glimt af det forjættede land i EU, nemlig Spanien. Kan de mon ane konturerne af et forbjerg derude i disen? Hvad er der galt i Marokko? Hvad får folk til at sætte livet på spil, selv i små både, for at krydse havet og snige sig i land på den spanske kyst? Mohammed og Mustafa ønsker brændende at komme til Spanien, men er det virkelig så godt derovre? Hvilke overvejelser gør de to sig og hvorledes handler de?